# Ruth H. Witteler-Koch
Ruth H. Witteler-Koch (* 24. Mai 1947 in Iserlohn; † 20. April 2019) war eine deutsche Journalistin und Politikerin (FDP). Sie war von 1985 bis 1995 Abgeordnete im Landtag von Nordrhein-Westfalen.

## Leben
Witteler-Koch, die 1967 die Fachhochschulreife erreichte, war von 1965 bis 1971 Auslandskorrespondentin und Büroleiterin. Von 1971 bis 1982 arbeitete sie als PR-Assistentin und Pressereferentin. Von 1982 bis 2014 war sie als freie Journalistin und PR-Beraterin selbständig tätig.
Witteler-Koch trat 1975 in die FDP ein. Sie war ab 1979 Mitglied im Rat der Stadt Mönchengladbach und dort von 1984 bis 1985 stellvertretende Vorsitzende der FDP-Fraktion. Von 1985 bis 1995 war sie Abgeordnete des zehnten und elften Landtags von Nordrhein-Westfalen. Sie zog über die Listenplätze 5 (10. Wahlperiode) und 14 (11. Wahlperiode) in den Landtag ein. Von 1985 bis 1990 war sie stellvertretende Vorsitzende der FDP-Landtagsfraktion, von 1990 bis 1995 Mitglied des Kulturausschusses. Darüber hinaus war sie von Dezember 1994 bis Juni 1995 stellvertretende FDP-Bundesvorsitzende.
Witteler-Koch war bis 2000 Mitglied des Kuratoriums der Stiftung für Kunst und Kultur des Landes Nordrhein-Westfalen. Von 2002 bis 2005 war sie Vizepräsidentin der DPRG, von 2005 bis 2008 Vorsitzende der nordrhein-westfälischen DPRG-Landesgruppe.
Ruth Witteler-Koch war mit einem Rechtsanwalt verheiratet und hatte zwei Töchter.

## Ehrungen und Auszeichnungen
Im Mai 2003 wurde sie mit dem Verdienstorden des Landes Nordrhein-Westfalen ausgezeichnet.